# Porphyrophora epigaea
Porphyrophora epigaea är en insektsart som beskrevs av Danzig 1983. Porphyrophora epigaea ingår i släktet Porphyrophora och familjen pärlsköldlöss.
Artens utbredningsområde är Uzbekistan. Inga underarter finns listade i Catalogue of Life.